# Antoaneta Iacob
Antoaneta Iacob (n. 10 octombrie 1959) este o fostă atletă română, specializată în probele de cros.

## Carieră
Sportiva a fost legitimată la Olimpia București și pregătită de Ion Puică. La campionatul național de cros in 1976, la Craiova, a obținut titlul la junioare I in fața Mariei Radu. În același an a câștigat medalia de aur la Campionatul Balcanic de Cros de Juniori de la Șumen. Anul următor, a ajuns pe locul 4 la Campionatul Balcanic de Cros și cu echipa României a obținut medalia de aur.
În anul 1978, ea s-a clasat pe locul 17 la Campionatul Mondial de Cros de la Glasgow. Totodată a devenit campioană mondială cu echipa României (Natalia Mărășescu, Maricica Puică, Georgeta Gazibara, Antoaneta Iacob, Fița Lovin). În 1979, Antoaneta Iacob a obținut medalia de bronz la Campionatul Balcanic de Cros, la Priștina, în urma compatrioatelor Maricica Puică și Fița Lovin și în clasamentul pe echipe româncele au câștigat medalia de aur.
În 2004 a primit Medalia Meritul Sportiv clasa I.

## Palmares
| An   | Competiție                              | Locație               | Loc | Eveniment  | Note    |
| ---- | --------------------------------------- | --------------------- | --- | ---------- | ------- |
| 1976 | Campionatul Balcanic de Cros de Juniori | Șumen, Bulgaria       | 1   | individual | 4:03,5  |
| 1976 | Campionatul Balcanic de Cros de Juniori | Șumen, Bulgaria       | 1   | echipe     | 4:03,5  |
| 1977 | Campionatul Balcanic de Cros            | Tripoli, Grecia       | 4   | 4 km       | 13:41,4 |
| 1977 | Campionatul Balcanic de Cros            | Tripoli, Grecia       | 1   | echipe     | 13:41,4 |
| 1978 | Campionatul Mondial de Cros             | Glasgow, Regatul Unit | 17  | 4,728 km   | 17:37   |
| 1978 | Campionatul Mondial de Cros             | Glasgow, Regatul Unit | 1   | echipe     | 17:37   |
| 1979 | Campionatul Balcanic de Cros            | Priștina, Iugoslavia  | 3   | individual | 13:37   |
| 1979 | Campionatul Balcanic de Cros            | Priștina, Iugoslavia  | 1   | echipe     | 13:37   |